# Дом у корову
Дом у корову : еколошки дневник, урбана екологија, еколошка пољопривреда, исхрана и здравље, рат као еколошка катастрофа је стручна монографија аутора Димитрија Јовановића, објављена 2002. године у издању Покрета горана Новог Сада и Врела, друштва за здраву исхрану и заштиту животне средине из Новог Сада. На корицама је поднаслов: Рађање и слом еколошког покрета у Југославији - једно сведочанство.

## О књизи
Дом у корову је књига која представља човекову катаклизмичну творевину, свеједно да ли је она плод политичке, технолошке или културне , као и менталне закоровљености и агресивне изопачености, реализоване у његовом односу према природним вредностима и духовном наслеђу, уверљиво насиље над богомданим условима живота на Земљи, исказано посебно у тек прошлом веку, па је споменута закоровљивост уједно и последњи стадијум Земљиног расула. Као таква она је предходница човековог, и не само његовог, нестајања, чији нас трагови из прадавних времена, никада нису довољно опоменули и научили.
Књига је збир већег броја новинских текстова, објавњених у Дневнику, континуирано, од 1987. до 1993. године. Реч је о периоду у коме су ницале бројне еколошке иницијативеу целој ондашњој држави - СФРЈ, а расправе које су их пратиле нудиле су наду у формирање широког покрета за очување животне средине на овом тлу. Текстови су резултат сталног бележења свега што се догађало у кругу еколошких посленика, али и унутар појединих институција и политичких странака.